# Фатма Алије Топуз
Фатма Алије Топуз (тур. Fatma Aliye Topuz; Истанбул, 9. октобар 1862 – Истанбул, 13. јул 1936), познатија само као Фатма Алије, била је турска романсијерка, колумнисткиња, есејиста, активисткиња за права жена и хуманитарка. Са пет написаних романа у књижевним круговима се сматра првом женом романописцем у турској књижевности и исламском свету.

## Рани живот
Фатма Алије је рођена у Истанбулу 9. октобра 1862. године. Била је образована припадница племићке породице, кћи чувеног Ахмеда Џевдет паше (1822–1895), османског државног службеника, познатог историчара и бирократе и његове супруге Авије Рабије Ханим, који су осим Фатме, која је била друго дете у породици, имали још двоје деце: старијег сина Алија Седата и млађу ћерку Емине Семије Онасију, која је касније постала позната турска политичарка.
Због очеве позиције валија (гувернер провинције) у Египту, а касније у Грчкој, Фатма је три године, од 1866. до 1868, живела у Алепу. Касније, 1875. године, шест месеци је живела у Јанини, а 1878. девет месеци у Дамаску, где је њен отац био распоређен.
Фатма Алије стекла је неформално образовање код куће, јер у то време није било уобичајено да се девојчице уписују у школе, иако по питању образовања жена није постојало законско ограничење. Поред осталог стекла је висок ниво знања арапског и француског језика.
Године 1879, када је имала седамнаест година, њен отац је договорио њен брак са капетан-мајором Мехметом Фаик бегом, ађутантом султана Абдул Хамида II и нећаком Гази Осман-паше, хероја опсаде Плевне (1877). У овом браку Фатма је добила четири ћерке: Хатиџе (рођену 1880), Ајше (рођену 1884), Нимет (рођену 1900) и Зубејде Исмет (рођену 1901). Како је њен муж био интелектуално мање обдарена особа од ње, током првих година брака није јој дозвољавао да чита романе на страним језицима.

## Списатељска каријера
Фатма Алије Топуз дебитовала је у књижевности 1889. године када је, десет година након удаје, добила дозволу свог мужа да објави свој превод романа Жоржа Онеа Volonté (Воља) на турски језик, под насловом Meram. Књигу је објавила под псеудонимом Бир Ханим (Дама).  Познати турски писац Ахмет Митхат био је толико импресиониран њоме, да ју је у новинама Tercüman-ı Hakikat (Тумач истине) прогласио својом почасном ћерком. Фатма Алије је привукла и очеву пажњу, тако да јој је држао предавања и размењивао идеје са њом. У каснијим превода користила је псеудоним Mütercime-i Meram (дословно: Жена преводилац Мерама).
Фатма Алије написала је 1891. године, заједно са Ахметом Митхатом Ефендијем, већ тада великог писца, роман Hayal ve Hakikat (Сан и стварност). Она је написала одломке за главни женски лик, док је одломке за мушки лик написао Ахмет Митхат. Рад је потписан са Bir Kadın ve Ahmet Mithat (Жена и Ахмет Митхат). Након овог романа, два аутора су дуго размењивала писма, која су касније такође објављена у новинама Tercüman-ı Hakikat.
Први самостални роман Muhazarat (Корисне информације) објавила је 1892. године под својим именом. У овом роману критички се бави мушко-женским односима и оповргава до тада уврежено мишљење да жена не може да заборави своју прву љубав. Роман је веома значајан као први роман у Османском царству из пера једне жене. Ово запаво није био први роман у Османском царству који је написала жена, јер је турска књижевница Зафер Ханим објавила један роман још 1877. године, али је то остао њен једини роман, те се Фатма Алије зато сматра првом романсијерком у турској књижевности. Књига је поново штампана 1908. године. 
Њен трећи роман Udi (Свирачица на уду) објављен је 1899. године. У њему Фатма Алије пише животну причу жене свирачице на уду, коју је упознала када је живела у Алепу. У овом роману она једноставним језиком прича о главној јунакињи Бедији и њеном несрећном браку. Познати романописац Решат Нури Гинтекин роман Udi сматра једним од најважнијих међу делима која су пробудила његово интересовање за књижевност.
Остали романи Фатме Алије су Raf'et (Рафет или Рафат, 1898), Enin (1910) (Јаукање) и Levaih-i Hayat (Сцене из живота). Главне теме у њеним делима су брак, хармонија између супружника, љубав и наклоност, као и важност забављања пре брака, супротно договореном браку. Даље, изабрала је индивидуализам као централну тему, прокламујући економску независност жена које саме кроје своју судбину, стварајући независне и самосталне хероине, које раде и саме зарађују за живот, без потребе да их мушкарац издржава.
Године 1893, њена популарност је порасла након објављивања књиге Ахмета Митата Bir Muharrire-i Osmaniye'nin Neşeti (Рођење османске књижевнице), у којој су објављена писма Фатме Алије у којима она изражава свој неисцрпни ентузијазам према учењу.
Књигу есеја Фатме Алије Nisvan-ı Islâm (Муслиманске жене) руска оријенталисткиња и преводилац Олга Лебедева превела је на француски језик под насловом Les femmes muselmannes, а такође и на арапски, а на француски је превела и њен роман Udi. Критика њеног дела Жене Истока и Запада, коју је Француз Емил Жилијер објавио у француским новинама, привукла је велику пажњу у Паризу. Дела Фатме Алије су наведена у Каталогу светске женске библиотеке, објављеном у Чикагу 1893. године.
Године 1914. објавила је своју књигу Ahmed Cevdet Paşa ve Zamanı (Ахмет Џвдет Паша и његово време) како би одбранила свог оца од политичких напада. У овом делу намеравала је да представи политичку сцену након Друге уставне ере, међутим њена контроверза са званичном историјском тезом довела је до искључивања књиге из литературе.

## Активизам
Поред књижевних дела, Фатма Алије писала је између 1895. и 1908. године у часопису Hanımlara Mahsus Gazete (Женски гласник) колумне о правима жена, не одустајући од својих конзервативних ставова. Њена сестра Емине Семије Онасија (1864–1944), једна од првих турских феминисткиња, била је уредница овог часописа, који је излазио два пута недељно. Сестре су сарађивале и у часопису Mehâsin, који је основан после Младотурске револуције 1908. године.
У својој књизи есеја Муслиманске жене, објављеној 1896. године, Фатма Алије је западном свету објаснила положај муслиманских жена. Како је писано у њеним колумнама у часопису, она је у овој књизи бранила конзервативне традиције супротне модерним ликовима које је створила у својим романима.

## Хуманитарни рад
Фатма Алије се такође бавила и добротворним радом. Године 1897, после грчко-турског рата, основала је добротворну организацију Nisvan-ı Osmaniye İmdat Cemiyeti (Османско женско удружење за помоћ) како би подржала породице војника. Била је то једна од првих женских организација у земљи. За своје хуманитарне напоре, султан Абдул Хамид II јој је 1899. године доделио Орден милосрђа (Şefkat Nişanı).
Постала је такође и прва жена чланица Osmanlı Hilal-i Ahmer Cemiyeti ( Отоманског Црвеног полумесеца). Радила је и за Müdafaa-i Milliye Osmanlı Kadınlar Heyeti (Отомански женски комитет за националну одбрану), основан после Турско-италијанског рата и Балканских ратова, вођених између 1910. и 1913. године.

## Последње године живота
Године 1926. њена најмлађа ћерка Зубејде Исмет прешла је у хришћанство и напустила Турску да би постала римокатоличка монахиња. Фатма Алије је током 1920-их неколико пута путовала у Француску, у потрази за ћерком али и из здравствених разлога. Године 1928. изгубила је мужа. Фатма Алије је усвојила презиме „Топуз“ након увођења Закона о презимену у Турској, који је донет 21. јуна 1934. године. Након што је последње године живота провела у лошем здравственом стању и финансијским тешкоћама, преминула је 13. јула 1936. у Истанбулу. Сахрањена је на гробљу Ферикој.

## Признања и контроверзе
Иако је Зафер Ханим још 1877, петнаест година пре Фатме Алије, написала роман Aşk-ı Vatan (Љубав према домовини), она се ипак не сматра првом турском списатељицом јер је објавила само ово једно дело.
За хуманитарни рад султан Абдул Хамид II одликовао је 1899. године Фатму Алије Орденом милосрђа (Şefkat Nişanı).
Портрет Фатме Алије налази се на полеђини новчанице од 50 турских лира издате 2009. године. Међутим, одлука Турске централне банке да баш њу изабере да јој се додели тако велико признање да буде први женски лик на турској новчаници изазвала је контроверзу међу турским књижевницима и историчарима. Критичари су тврдили да су књижевнице попут Халиде Едиб Адивар или Афет Инан из републиканске ере прикладније да да се нађу на новчаници са Ататурковим портретом на аверсу него Фатма Алије, која је своје идеје о правима жена развила у контексту шеријата и која се противила Ататурковим реформама.

## Најважнија дела
- 1891 – Hayal ve Hakikat (Сан и стварност, роман, ко-аутор са Ахметом Митхатом Ефендијем)
- 1892 – Muhadarat (Корисне информације, роман)
- 1892 – Nisvan-ı Islâm (Муслиманске жене, есејисти, преведени на француски и арапски)
- 1896 – Ref'et (роман)
- 1898 – Levayih-i Hayat (Сцене живота, есеји)
- 1898 – Udi (Свирачица на уду, роман, преведен на француски)
- 1899 – Taaddut-u Zevcat (Полигамија, есеји)
- 1899 – Taaddut-u Zevcât için Zeyl (додатно поглавље за књигу Полигамија)
- 1900 – Terâcim-i Ahvâl-i Felâsife (Биографије филозофа)
- 1900 – İstila-i İslam (Инвазија ислама, историја)
- 1901 – Nâmdârân-ı Zenân-ı İslâmiyân (Познате жене исламског света)
- 1901 – Tedkîk-i Ecsâm (Посматрање људског тела)
- 1910 – Enin (Јаукање, роман)
- 1913 – Kosova Zaferi – Ankara Hezimeti: Tarih-i Osmaninin Bir Devre-i Mühimmesi (Победа на Косову – пораз у Анкарие: важан историјски период у отоманској историји)
- 1913 – Ahmed Cevdet Paşa ve Zamanı (Ахмет Џвдет Паша и његово време)[17]